# Bahnstrecke Trmice–Bílina
| Kursbuchstrecke (SŽ): | 131                  |                                                  |                                     |
| Streckenlänge: | 25,823 km            |                                                  |                                     |
| Spurweite: | 1435 mm (Normalspur) |                                                  |                                     |
| Streckenklasse: | D4 (2020)            |                                                  |                                     |
| Stromsystem: | 3 kV =               |                                                  |                                     |
| Maximale Neigung: | 10,6 ‰               |                                                  |                                     |
| Minimaler Radius: | 240 m                |                                                  |                                     |
| Streckengeschwindigkeit: | 60 km/h              |                                                  |                                     |
| Zweigleisigkeit: | Trmice–Bílina        |                                                  |                                     |
| |                      |                                                  |                                     |
| \| \| \| von Ústí nad Labem (vorm. ATE) \| \| \| \| \| Ústí nad Labem západ St.5 \| \| \| \| \| nach Chomutov (ab 1982) \| \| \| \| \| Autobahn D 8 \| \| \| \| 0,396 \| Trmice früher Türmitz \| 160 m \| \| \| \| nach Chomutov (vorm. ATE; bis 1982) \| \| \| \| 2,50 \| Koštov früher Kosten (b Aussig) \| 160 m \| \| \| \| Autobahn D 8 \| \| \| \| \| Autobahn D 8 \| \| \| \| \| Bílina \| \| \| \| 5,30 \| Stadice früher Staditz \| 160 m \| \| \| \| Schnellstraße R 63 \| \| \| \| 6,653 \| Řehlovice früher Groß Tschochau \| 160 m \| \| \| 8,20 \| Brozánky früher Prosanken \| 165 m \| \| \| 10,10 \| Rtyně nad Bílinou früher Hertine \| 170 m \| \| \| 11,60 \| Velvěty früher Welboth \| 175 m \| \| \| \| Bílina \| \| \| \| \| von Řetenice (vorm. ATE) \| \| \| \| 13,498 \| Úpořiny früher Auperschin \| 180 m \| \| \| \| nach Liberec (vorm. ATE) \| \| \| \| \| Bílina \| \| \| \| 15,10 \| Lbín früher Welbine \| 185 m \| \| \| \| Bílina \| \| \| \| 16,209 \| Lysec früher Ließnitz \| Lysec früher Ließnitz \| \| \| \| Dolanky früher Dolanken \| \| \| \| 18,648 \| Ohníč zastávka früher Wohontsch Hst \| Ohníč zastávka früher Wohontsch Hst \| \| \| 18,952 \| Ohníč früher Wohontsch \| 195 m \| \| \| \| Křemýž früher Kremusch \| 195 m \| \| \| \| Bílina \| \| \| \| 21,40 \| Hostomice nad Bílinou früher Hostomitz (b Bilin) \| 195 m \| \| \| \| Bílina \| \| \| \| \| von Duchcov \| \| \| \| 22,60 \| Světec früher Schwatz-Kuttowitz \| 195 m \| \| \| 23,80 \| Bílina-Chudeřice früher Kutterschitz \| 200 m \| \| \| \| Europastraße 442 \| \| \| \| \| von Ústí nad Labem \| \| \| \| 26,219 \| Bílina früher Bilin \| 205 m \| \| \| \| nach Chomutov \| \| |                      |                                                  |                                     |
| Strecke |                      | von Ústí nad Labem (vorm. ATE)                   | von Ústí nad Labem (vorm. ATE)      |
| Blockstelle |                      | Ústí nad Labem západ St.5                        | Ústí nad Labem západ St.5           |
| Abzweig geradeaus und nach rechts |                      | nach Chomutov (ab 1982)                          | nach Chomutov (ab 1982)             |
| Strecke mit Straßenbrücke |                      | Autobahn D 8                                     | Autobahn D 8                        |
| Bahnhof | 0,396                | Trmice früher Türmitz                            | 160 m                               |
| Abzweig geradeaus und ehemals nach rechts |                      | nach Chomutov (vorm. ATE; bis 1982)              | nach Chomutov (vorm. ATE; bis 1982) |
| Haltepunkt / Haltestelle | 2,50                 | Koštov früher Kosten (b Aussig)                  | 160 m                               |
| Strecke mit Straßenbrücke |                      | Autobahn D 8                                     | Autobahn D 8                        |
| Strecke mit Straßenbrücke |                      | Autobahn D 8                                     | Autobahn D 8                        |
| Brücke über Wasserlauf |                      | Bílina                                           | Bílina                              |
| Haltepunkt / Haltestelle | 5,30                 | Stadice früher Staditz                           | 160 m                               |
| Strecke mit Straßenbrücke |                      | Schnellstraße R 63                               | Schnellstraße R 63                  |
| Bahnhof | 6,653                | Řehlovice früher Groß Tschochau                  | 160 m                               |
| Haltepunkt / Haltestelle | 8,20                 | Brozánky früher Prosanken                        | 165 m                               |
| Haltepunkt / Haltestelle | 10,10                | Rtyně nad Bílinou früher Hertine                 | 170 m                               |
| Haltepunkt / Haltestelle | 11,60                | Velvěty früher Welboth                           | 175 m                               |
| Brücke über Wasserlauf |                      | Bílina                                           | Bílina                              |
| Abzweig geradeaus und von rechts |                      | von Řetenice (vorm. ATE)                         | von Řetenice (vorm. ATE)            |
| Bahnhof | 13,498               | Úpořiny früher Auperschin                        | 180 m                               |
| Abzweig geradeaus und nach links |                      | nach Liberec (vorm. ATE)                         | nach Liberec (vorm. ATE)            |
| Brücke über Wasserlauf |                      | Bílina                                           | Bílina                              |
| Haltepunkt / Haltestelle | 15,10                | Lbín früher Welbine                              | 185 m                               |
| Brücke über Wasserlauf |                      | Bílina                                           | Bílina                              |
| ehemaliger Haltepunkt / Haltestelle | 16,209               | Lysec früher Ließnitz                            | Lysec früher Ließnitz               |
| ehemaliger Haltepunkt / Haltestelle |                      | Dolanky früher Dolanken                          | Dolanky früher Dolanken             |
| ehemaliger Haltepunkt / Haltestelle | 18,648               | Ohníč zastávka früher Wohontsch Hst              | Ohníč zastávka früher Wohontsch Hst |
| Bahnhof | 18,952               | Ohníč früher Wohontsch                           | 195 m                               |
| ehemaliger Haltepunkt / Haltestelle |                      | Křemýž früher Kremusch                           | 195 m                               |
| Brücke über Wasserlauf |                      | Bílina                                           | Bílina                              |
| Haltepunkt / Haltestelle | 21,40                | Hostomice nad Bílinou früher Hostomitz (b Bilin) | 195 m                               |
| Brücke über Wasserlauf |                      | Bílina                                           | Bílina                              |
| Abzweig geradeaus und von rechts |                      | von Duchcov                                      | von Duchcov                         |
| Bahnhof | 22,60                | Světec früher Schwatz-Kuttowitz                  | 195 m                               |
| Haltepunkt / Haltestelle | 23,80                | Bílina-Chudeřice früher Kutterschitz             | 200 m                               |
| Strecke mit Straßenbrücke |                      | Europastraße 442                                 | Europastraße 442                    |
| Abzweig geradeaus und von rechts |                      | von Ústí nad Labem                               | von Ústí nad Labem                  |
| Bahnhof | 26,219               | Bílina früher Bilin                              | 205 m                               |
| Strecke |                      | nach Chomutov                                    | nach Chomutov                       |

Die Bahnstrecke Trmice–Bílina (früher auch Bielatalbahn) ist eine zweigleisige, elektrifizierte Hauptbahn („celostátní dráha“) in Tschechien, die ursprünglich durch die k.k. priv. Aussig-Teplitzer Eisenbahn (ATE) erbaut und betrieben wurde. Sie verläuft im Tal der Bilina (Biela) von Trmice (Türmitz) nach Bílina (Bilin). 

## Geschichte
Bereits am 25. Juni 1870 hatte die Firma Johann Liebig & Comp. die Konzession für eine Eisenbahn „von Bilin durch das Biela=Thal nach Aussig“ erhalten. Allerdings kam es nicht zu einem Baubeginn.
Seitens der Aussig-Teplitzer Eisenbahn fürchtete man die neue Konkurrenz, sollte die neue Linie doch weitgehend parallel zur eigenen Hauptstrecke verlaufen. So beschloss die Gesellschafterversammlung der ATE am 20. September 1871 den Ankauf der erteilten Konzession, um die Strecke in eigener Regie erbauen zu können. Die Verhandlungen mit der Firma Johann Liebig & Comp führten wenig später zum Erfolg. Am 21. Jänner 1872 wurde die Konzession per Gesetz auf die Aussig-Teplitzer Eisenbahn übertragen. Gesetzlich vorgeschrieben war nun die Fertigstellung der Strecke „spätestens gleichzeitig mit der in Aussig anschließenden Strecke der Österreichischen Nordwestbahn“. Im Gegensatz zum ursprünglichen Projekt sollte die Strecke nun in Türmitz in die bestehende Linie der ATE einmünden.
Den Bau der insgesamt 26,1 Kilometer langen Strecke übernahm die Prager Firma Schön & Wessely. Eröffnet wurde die neue Verbindung am 6. Juni 1874, ein halbes Jahr nach der Fertigstellung der Linie Nimburg–Schreckenstein–Aussig der Österreichischen Nordwestbahn.

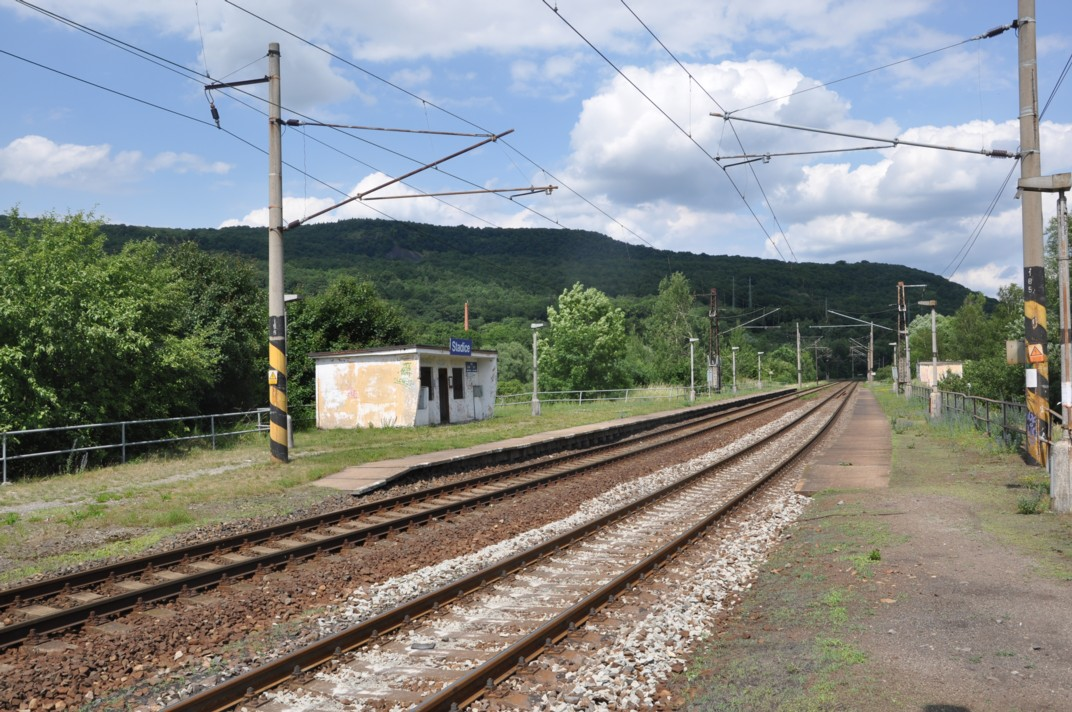
Haltestelle Stadice (2013)

Um die Jahrhundertwende begann man wegen des stark gestiegenen Verkehrsaufkommens mit dem zweigleisigen Ausbau der Strecke. So wurde ab 1900 der Abschnitt Auperschin–Kuttowitz-Schwaz zweigleisig betrieben.
Mit der Verstaatlichung der ATE zum 1. Jänner 1924 ging die Strecke an die Tschechoslowakischen Staatsbahnen (ČSD) über.
Nach der Angliederung des Sudetenlandes an Deutschland im Herbst 1938 kam die Strecke zur Deutschen Reichsbahn, Reichsbahndirektion Dresden. Im Reichskursbuch war die Verbindung nun als KBS 167e Aussig–Bilin Sauerbrunn enthalten. Nach dem Ende des Zweiten Weltkriegs kam die Strecke wieder zur ČSD.
In den 1960er Jahren wurde die Strecke als Teil der tschechoslowakischen Hauptverkehrsachse Košice–Chomutov durchgängig zweigleisig ausgebaut und elektrifiziert. Gleichzeitig wurde die Strecke in Bílina in die wegen des Braunkohlebergbaues neu trassierte Strecke Ústí nad Labem–Chomutov eingebunden. Am 18. März 1968 ging die neue Streckenführung zwischen Bílina Chudeřice und Bílina in Betrieb.
Folgende Tabelle zeigt die Eröffnungsdaten des elektrischen Zugbetriebes:
| Eröffnung         | Strecke                 |
| ----------------- | ----------------------- |
| 24. Mai 1967      | Trmice–Řehlovice        |
| 27. Oktober 1967  | Řehlovice–Ohníč         |
| 28. Dezember 1967 | Ohníč–Bílina Chudeřice  |
| 18. März 1968     | Bílina-Chudeřice–Bílina |

In den Folgejahren nahm der Güterverkehr auf der Strecke enorm zu. Am 30. Mai 1976 ging darum der Personenverkehr auf einen Schienenersatzverkehr über. Im Kursbuch der ČSD war die Strecke allerdings als Strecke 131 Obrnice–Úpořiny–Ústí nad Labem auch weiterhin enthalten. Erst nach der samtenen Revolution wurde der Reisezugverkehr am 26. Mai 1991 wieder aufgenommen. 
Am 1. Januar 1993 ging die Strecke im Zuge der Auflösung der Tschechoslowakei an die neu gegründeten České dráhy (ČD) über. Seit 2003 gehört sie zum Netz des staatlichen Infrastrukturbetreibers Správa železniční dopravní cesty (SŽDC).
Der Fahrplan 2012 sah werktags insgesamt zehn tägliche Reisezugpaare vor, die in einem Zweistundentakt verkehrten. Für den Güterverkehr ist die Strecke auch heute noch unverändert bedeutsam. 